# Haza Cuevas
Haza Cuevas (128), también conocido como Haza de Cuevas, es uno de los barrios en los que se divide administrativamente la ciudad de Málaga, España que pertenece al distrito Cruz de Humilladero. Geográficamente se encuentra situado en un terreno llano, dentro de la vega baja del Guadalhorce, en la parte oriental del distrito. De reducido tamaño, el barrio se compone de una única urbanización, conocida por el mismo nombre que el barrio, símbolo de la autarquía franquista en el urbanismo de la ciudad. La barriada está presidida por la plaza de Fernando Guerrero Strachan, situada en el centro de la misma y que a su vez sirve como jardín. Según la delimitación oficial del ayuntamiento, limita al nordeste con el barrio de Mármoles, al noroeste y al oeste con el barrio de Arroyo del Cuarto y al sur y sureste lo hace con el Polígono Alameda.
El barrio surge en los años 1940, una década marcada por la posguerra y la reconstrucción. La de Haza de Cuevas, fue la primera barriada y promoción de viviendas construida por el régimen franquista en la ciudad. Fue construida por iniciativa de Falange Española y de la JONS y en ella estuvieron implicados la mayoría de los arquitectos locales activos en la época: Fernando Guerrero-Strachan Rosado, Juan Jáuregui Briales, Enrique Atencia Molina, Eduardo de Burgos, Ortega Marín y Gutiérrez Escuria.
Haza cuevas tiene una superficie de 0,05 km² y según datos del ayuntamiento de Málaga, cuenta con una población aproximada a los 1020 habitantes. Haza Cuevas está comunicado al resto de la ciudad mediante la red de autobuses urbanos de la EMT Málaga

## Etimología
Haza, significa "trozo de terreno dedicado al cultivo", antes de la construcción de la barriada la zona era una haza propiamente dicha situada a orillas del antiguo arroyo del cuarto y conocida como Haza de Lázaro Cuevas, por el propietario de dichos terrenos. El nombre de la barriada deriva entonces del apellido del propietario de la zona, y no porque existiesen cuevas en las cercanías del barrio.  

## Historia
Los terrenos donde se asienta hoy el Haza de Cuevas eran, como su propio nombre indica, una haza situada a orillas del desaparecido arroyo del Cuarto conocida como Haza de Lázaro Cuevas. Don Lázaro Cuevas era el propietario de la haza y poseía una antigua casona, hoy desaparecida, en la ribera del arroyo. A lo largo del siglo XX, fueron apareciendo asentamientos chabolistas en torno al cauce del arroyo, por lo que la elección del lugar para la construcción de la actual Haza Cuevas parece deberse a una intención de erradicar el chabolismo del arroyo. 
Los primeros proyectos para la construcción de la barriada aparecen en los años 1940 y fue promovido por la Falange Española y de la JONS. Haza Cuevas fue la primera operación a gran escala de vivienda pública en la posguerra y la primera promoción de viviendas del régimen franquista en toda Málaga. En ella, participaron los arquitectos activos en la época: Fernando Guerrero-Strachan Rosado, Juan Jáuregui Briales, Enrique Atencia Molina, Eduardo de Burgos, Ortega Marín y Gutiérrez Escuria. El conjunto en sí mismo, cuenta con un gran valor arquitectónico
En un primer momento, la barriada era conocida como Nuestra Señora de la Victoria o José Luis Arrese (nombre del gobernador civil de Málaga en aquel momento), sin embargo, se acabó imponiendo el nombre histórico de la zona, Haza Cuevas.

## Ubicación geográfica
Haza de Cuevas, se encuentra situado geográficamente en la vega baja del Guadalhorce en un terreno completamente llano, su conjunto destaca como una isla entre grandes edificios de gran altura construidos durante el desarrollismo. Está situado en la zona más oriental del distrito de Cruz de Humilladero, muy cerca del límite con otros distritos, como Bailén-Miraflores y Centro. En la antigua división de barrios y distritos anterior a 2011, el barrio colindaba directamente con estos distritos. Delimita con los barrios de Mármoles, Arroyo del Cuarto y Polígono Alameda.
| Noroeste: Arroyo del Cuarto        | Norte: Mármoles y Arroyo del Cuarto | Nordeste: Mármoles         |
| Oeste: Polígono Alameda y Mármoles |                                     | Este: Arroyo del Cuarto    |
| Suroeste: Polígono Alameda         | Sur: Polígono Alameda               | Sureste: Arroyo del Cuarto |

### Límites
Haza Cuevas está delimitada por calle Capitán Marcos García al norte, por calle Monseñor Carrillo Rubio al este, al sur por calle Hilera y al oeste por calle Ingeniero de la Torre Acosta. 

## Demografía
El barrio contaba en 2020 con una población total de 1020 habitantes.Se trata de uno de los barrios de la capital malagueña en los que la presencia de hogares compuestos únicamente por población anciana -de 65 años o más- no sólo es superior a la media municipal, sino que ha visto incrementarse este tipo de hogar de manera muy significativaasí como también los unipersonales.

## Urbanismo
El barrio abarca el conjunto de viviendas que fue la primera operación a gran escala de vivienda pública en la posguerra y la primera promoción de viviendas del régimen franquista en la ciudad. Fue construida por iniciativa de Falange Española y de la JONS en 1940 y en ella estuvieron implicados la mayoría de los arquitectos activos en la época: Fernando Guerrero-Strachan Rosado, Juan Jáuregui Briales, Enrique Atencia Molina, Eduardo de Burgos, Ortega Marín y Gutiérrez Escuria.
El conjunto ocupa un rectángulo de 46.000 m², partido por una calle central en cuyo centro se encuentra una plaza-jardín ovalada y a cuyos lados se alinean los bloques mayores. A estos bloques se unen otros de forma transversal, todos ellos de un máximo de cuatro alturas. Una segunda plaza se abre hacia el exterior, casi al frente del emplazamiento de la Mezquita de Al-Ándalus.

Los nombres de todas las calles de Haza Cuevas corresponden a militares franquistas, como son Capitán Huelin, Alférez Luis Escassi o Alférez García Valdecasas.

## Callejero

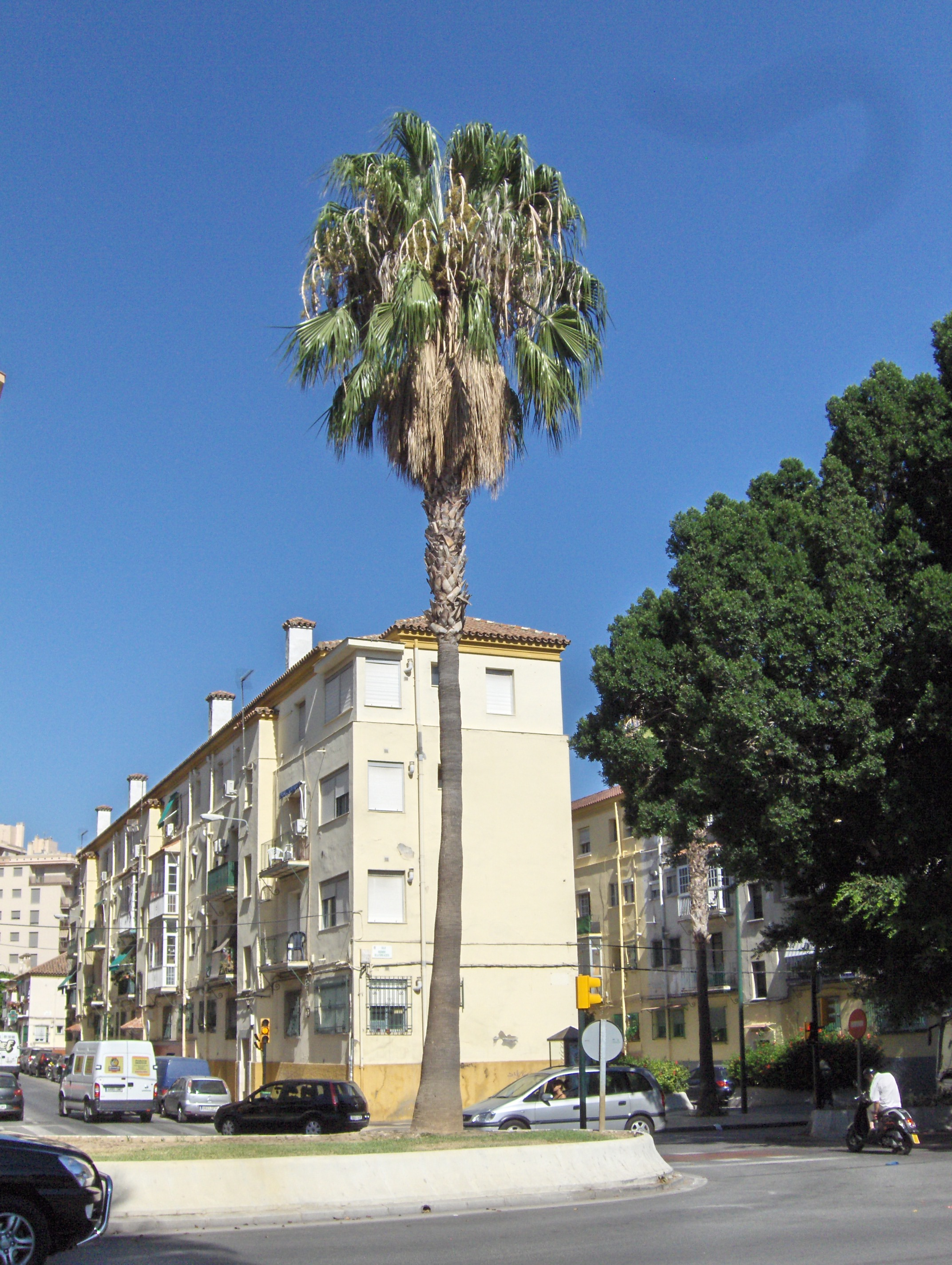
Una palmera en el conjunto de Haza Cuevas.

Haza de Cuevas, como muchos barrios y barriadas de Málaga cuenta con una temática en el nombre de sus calles, el cual en su caso, es el de generales del bando nacional de la Guerra Civil.  Es por esto que muchas veces el barrio es conocido popularmente como el barrio de los Alféreces, por la abundancia de este escalafón militar. Esto también ha traído polémica, sobre todo después de la Ley de Memoria Histórica. Las principal vía del barrio es la calle Capitán Huelin, que vertebra las dos mitades de la barriada. Otras vías importantes son calle Hilera o la calle Ingeniero de la Torre Acosta.  Las calles, avenidas y demás vías urbanas del barrio son:
- Calle Alférez Alfonso Marin
- Calle Alférez Ángel Rosado
- Calle Alférez Beltrán Monchón
- Calle Alférez Delgado Alés
- Calle Alférez García Valdecasas
- Calle Alférez González Berrocal
- Calle Alférez Herminio Bordallo
- Calle Alférez Huelin Vallejo
- Calle Alférez Ortega Ledesma
- Calle Alférez Patricio Gutiérrez
- Calle Alférez Simo Castillo
- Calle Alférez Yáñez Jiménez
- Calle Capitán Enrique Vera
- Calle Capitán Huelin
- Calle Capitán Marcos García
- Calle Capitán Muñoz Lozano
- Plaza de Guerrero Strachan
- Calle Hermanos Sanz Prados
- Calle Hilera
- Calle Ingeniero de la Torre Acosta
- Calle Monseñor Carrillo Rubio
- Calle Teniente Álvarez Loma
- Calle Teniente Díaz Corpas
- Calle Teniente Salvio Ravassa

## Lugares de interés

### Plaza Guerrero Strachan
La Plaza de Guerrero Strachan es la única plaza propiamente dicha de todo el barrio. Se encuentra situada en el centro de la barriada y lleva el nombre de Fernando Guerrero-Strachan padre, y no al hijo, que fue uno de los principales arquitectos del conjunto de viviendas. El aspecto de la plaza, que sumado al aspecto de las viviendas de alrededor, recuerda mucho al de una plaza típica de pueblo que desentona con el aspecto densamente urbano de la ciudad tan solo a unos metros de distancia, con avenidas tan transitadas como la avenida de Andalucía, calle Ingeniero de la Torre Acosta o calle Hilera. La plaza cuenta con un pequeño jardín de planta avalada y de diseño geométrico. 

## Infraestructura

### Centros educativos
Enseñanza primaria:
- CEIP "Luis Braile"

Enseñanza secundaria:
Ningún centro educativo de enseñanza secundaria se encuentra situado en los límites del barrio, los más cercanos son:
- IES "Manuel Alcántara"

### Centros de salud
Ningún centro de salud se encuentra situado en los límites del barrio, el más cercano es: 
- Centro de Salud: "Carranque"

## Transporte

### Autobús urbano

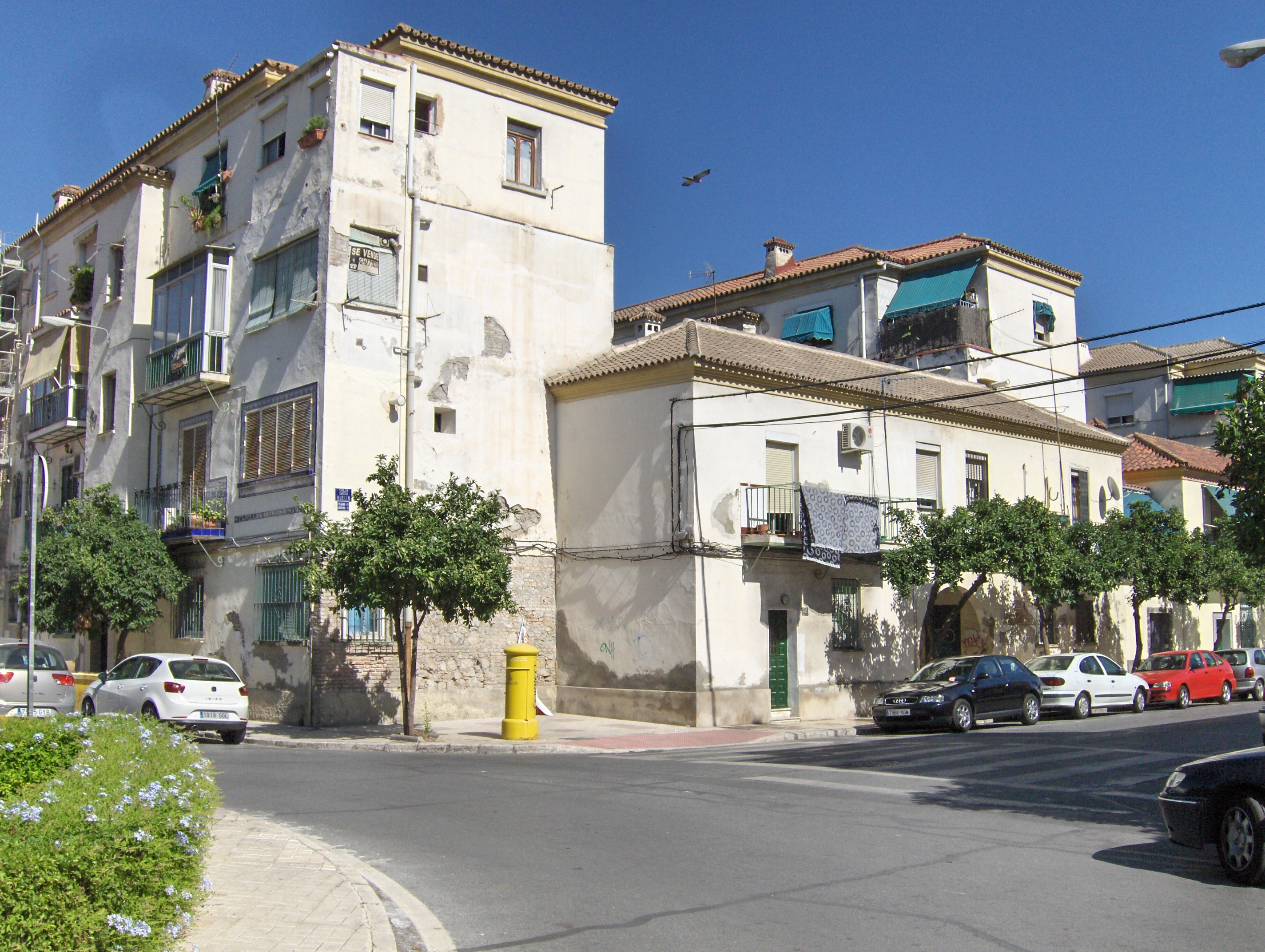
Bloques de Haza Cuevas.

En autobús está conectado mediante las siguientes líneas de la EMT: 
| Línea | Trayecto                               | Recorrido | Frecuencia    |
| ----- | -------------------------------------- | --------- | ------------- |
| C1    | Circular 1                             | Recorrido | 12 minutos    |
| C2    | Circular 2                             | Recorrido | 11-12 minutos |
| 8     | Alameda Principal - Hospital Clínico   | Recorrido | 13 minutos    |
| 15    | La Virreina - Santa Paula              | Recorrido | 11-12 minutos |
| 21    | Alameda Principal - Puerto de la Torre | Recorrido | 12 minutos    |
| 23    | Alameda Principal - Parque Cementerio  | Recorrido | 25-30 minutos |
| 31    | Alameda Principal - Mainake            | Recorrido | 18-25 minutos |
| 38    | Alameda Principal - Granja Suárez      | Recorrido | 20-25 minutos |